# Mon p'tit
Pour plus de détails, voir Fiche technique et Distribution.
Mon p'tit est un film français de René Plaissetty, sorti en 1922. 

## Synopsis
Une femme perd son bébé. Sa voisine de clinique pauvre accepte de lui remettre son petit enfant qui vient de naître. Le petit garçon grandit dans le confort, suivi de près par sa mère qui est employée comme gouvernante. Devenu directeur d'usine, il tombe amoureux de sa secrétaire et l'épouse. Sa mère meurt heureuse d'avoir fait son bonheur le jour de son mariage. 

## Fiche technique
- Réalisation : René Plaissetty
- Société de distribution : Gaumont
- Pays d’origine : France
- Format : Noir et blanc - Muet - 1,33:1 - 35 mm
- Durée : 65 minutes
- Date de sortie : 1922

## Distribution
- André Clairius
- Marguerite Madys
- Arlette Marchal
- Léontine Massart
- Georges Deneubourg